# Omskavia
Omskavia – rosyjskie linie lotnicze z siedzibą w Omsku. Głównym lotniskiem jest port lotniczy Omsk.